# Rudolf Varberg
Rudolf Varberg (født 28. februar 1828 i Aarhus, død 8. maj 1869) var en dansk forfatter og politiker.
Han blev 1845 student, skrev tidlig til "Corsaren" og gik frivillig med i krigen 1848. 1848—51 var han medarbejder af "Kjøbenhavnsposten", sluttede sig 1852 til "Dagbladet" og tog fra 1860 virksom del i redaktionen af den nye "Folkets Avis". I 1854 havde Varberg taget juridisk eksamen, blev 1859 landstingssekretær og 1862 justitssekretær i Sø- og Handelsretten; endelig var han 1864—66 folketingsmand og viste her særlig interesse for straffelovens behandling. Som politiker hørte han til det nationalliberale partis venstre fløj. Foruden et par politiske flyveskrifter (Hvad har Rigsdagen udrettet? 1855) og talrige litterære anmeldelser skrev han flere udpræget fritænkeriske afhandlinger. Oprindelig knyttet til Frederik Dreyers kreds vedblev han lige til sin død at være en radikal fornægter, vantro ganske særlig over for sjælens udødelighed.